# Radicalisering

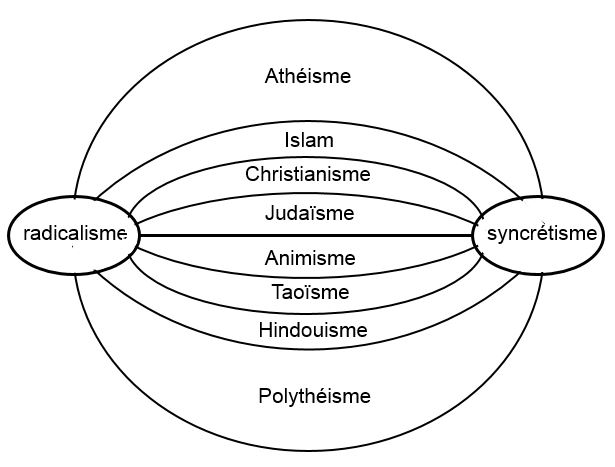
Radicalisering kan vanuit verschillende godsdiensten ontstaan. Radicalisme wordt vaak gelinkt aan de Islam

Radicalisering is het proces waarbij de gedachten en gedragingen van een persoon of groep extremer worden en in toenemende mate afwijken van de gangbare norm in de cultuur, waardoor de persoon of groep geneigd is extremistische daden te plegen. Het individu of de groep vervreemdt steeds meer van de maatschappij en kan daarna steeds meer neigen naar het uitvoeren van zijn gedachten, een extreme vorm van deviant gedrag.
De Nederlandse overheid spreekt van radicalisering bij de bereidheid om diep ingrijpende veranderingen in de samenleving (eventueel op ondemocratische wijze) na te streven. Bij de bereidheid geweld te gebruiken voor het verwezenlijken van doelen spreekt zij van terrorisme.

## Signalen van radicalisering
De signalen van radicalisering kunnen worden onderverdeeld in 3 groepen. Deze worden de drie "I's" genoemd.
1. Ideologie: Handelingen of gedragingen die erop wijzen dat een persoon de gewapende strijd ziet als oplossing. Dit uit zich in verschillende zaken zoals het goedkeuren van aanslagen of terroristische bombardementen.
2. Indicatie van het gedrag: plotse veranderingen in het denkpatroon of in het handelen van een persoon. Deze handelingen wijken meestal af van de norm van een normaal gedragend persoon. Dit uit zich in het zich terugtrekken uit de maatschappij en de micro-omgeving. Het individu beoefent geen hobby's, is weinig thuis, komt niet meer naar school.
3. Identiteit (eigenheid): het veranderen van uiterlijke kenmerken en gedragingen vormen samen de identiteitscrisis. Het individu is op zoek naar zichzelf en kan gemakkelijk beïnvloed worden door personen met extreme gedachten.

Bij deze signalen moet benadrukt worden dat het gaat om richtlijnen. De praktijk vergt echter nog een persoonlijk gesprek om na te gaan of het individu al dan niet aan het radicaliseren is.

## Fasen van radicalisering
Deze opdeling is theoretisch, dit kan afwijken van de praktijk.  

### Een eerste indeling in fasen

#### Basis van radicalisering
De eerste fase speelt zich af in de sociale context. Factoren zoals discriminatie, individuele factoren, sociale identiteit (Ideologie) en achterstelling zijn belangrijk in deze eerste fase. Achterstelling wordt vaak de grote boosdoener van radicalisering genoemd. Het zorgt voor de invloed op de identiteit van de persoon of de groep waar de persoon toebehoort. Deze achterstelling is vaak het gevolg van een gevoel dat men tot een minderwaardigheidsgroep behoort.  De individuele factoren worden minder vaak in rechtstreeks verband gebracht met radicalisering. Hierdoor vergeet men dat er sprake is van psychische stoornissen bij mensen die radicaliseren. Het aspect leeftijd, geslacht en opleiding heeft tevens invloed. Dreiging is een derde stimulerende factor binnen deze eerste fase. Het is meestal dreiging die voortvloeit uit gepercipieerde discriminatie. Dit gaat gepaard met de interpretatie, dat de dominante cultuur een negatieve attitude heeft tegenover de minderheidsgroepen. Deze dreiging kan ook geïnterpreteerd worden als een dreiging op waarden en normen. 
Als vierde en laatste factor binnen de eerste fase hebben we sociale identiteit en ideologie. Personen ontwikkelen een identiteit door zich te identificeren met sociale groepen. Binnen deze groep(en) worden waarden en normen gedeeld, dit valt onder de noemer cultuur. Een dreiging van het individu binnen de groep zorgt ervoor dat de groepslidmaatschap belangrijker wordt. Dit kan leiden tot in-group favoritisme en out-group homogeniteit. Beide termen kunnen geplaatst worden onder het groepsdenken. Door dit fenomeen te ondergaan, komt de persoon vaak terecht in een isolement en vindt de discussie enkel plaats met mensen binnen de groep.  Al deze vier factoren zorgen voor dat groepen en personen hecht worden, het versterkt tevens het wij-zij gevoel. Deze processen kunnen aanleiding geven tot radicalisering.

#### Verschuiving in radicale opinies
In deze tweede fase is het ontwikkelen van groepsprocessen zeer belangrijk. Het zorgt ervoor dat meningen en attitudes binnen een groep extremer worden en aanvaard worden door de rest van de groep. Groepsprocessen zoals: Groepspolarisatie: In deze groepen worden ideologische thema's besproken, alle leden conformeren zich aan de groepsnorm. Relevante argumentatie: De mening van personen in groepen is veelal hetzelfde. Argumenten die worden aangehaald worden meermaals gebruikt tijdens een discussie. Door het steeds herhalen van dezelfde mening zorgt ervoor dat personen zich conformeren en denken dat er slecht één waarheid is: waarheid van de groep. Zonder dat sommige personen het weten worden ze geïndoctrineerd en effenen zo het pad naar een extreme opinie. Sociale vergelijking: Sociale waarden zijn nauw verbonden met meningen. De druk om te conformeren aan andermans mening is groot, maar is niet gelijk verdeeld. Personen die een extremere visie hebben in een bepaalde materie zullen meer respect/bewondering krijgen van de meerderheid van de groep.
Door deze bewondering krijgen ze tijdens groepsdiscussies een grotere status dan andere. Niemand in een groep wil een gemiddelde mening hebben, iedereen wil wel respect en bewondering. Dit leidt tot eenzelfde denkpatroon binnen de groep en tot extreme ideeën van een groep gelijkgezinden. Sociale isolatie: meer en meer tijd wordt doorgebracht binnen de groep. Hierdoor wordt de groep hechter en krijgen ze gedeelde waarden en  normen. Superioriteitsgevoel: Personen binnen de groep raken zo overtuigd dat enkel de mening van de groep de waarheid is en de daarmee gepaarde waarden, normen en ideologie. De eigen groep wordt als elite of superieur beschouwd en er wordt neergekeken op de out-group. Rechtvaardigingsprocessen deze processen worden belangrijk geacht in het radicaliseringsproces. Om over te gaan van radicalisme naar geweld moeten er enkele processen doorlopen worden. Enerzijds worden slachtoffers schuldig geacht, want deze slachtoffers stonden niet achter de ideologie van de persoon die overgaat tot geweld. Anderzijds wordt het geweld gerechtvaardigd door het "onrecht" die de groep is aangedaan, de verantwoordelijkheid ligt dan bij de out-groep waardoor de in-group het geweld kan rechtvaardigen. Dehumaniseren vijand: anderen buiten de groep worden ontdaan van hun menselijke eigenschappen. Ze worden aanzien als vijanden waardoor een rem op het plegen van geweld wegvalt.

#### Van extremisme naar terrorisme

Terroristische groepering: IS

Sommige groepen gaan over van extreme gedachten naar extreem geweld. Er wordt pas gesproken over terrorisme als de groep of persoon geen andere uitweg ziet om de vooropgestelde doelen/ideologieën te bereiken. Hoe extremer opinies worden hoe meer kans dat groepen overgaan tot extreem geweld en eventueel in een latere fase terrorisme. Een voorbeeld van een terroristische groepering is Islamitische Staat (in Irak en de Levant).

### Een tweede indeling in fasen

#### Afscheuring van de maatschappij
De personen die radicaliseren vinden de heersende of dominante ideeën, waarden en normen  niet meer toepasbaar op hen, ze voelen zich niet meer thuis in de maatschappij. Deze eerste fase gaat gepaard met verschillende processen en factoren:
- Polarisatie (conflict) in de samenleving
- Gepercipieerde onrechtvaardigheid
- Onvoldoende ruimte voor geloofsbeleving
- Negatieve en stereotype berichtgeving
- Blootstelling aan geweld
- Leefsituatie
- Internet en sociale media.

#### Afscheuring van deschoolof het werk
Mensen die radicaliseren zijn niet overtuigd door de waarden en normen  van de maatschappij en verlaten hun school of werk om zich volledig af te zonderen bij familie of vrienden die hetzelfde denken als hen. Sociaal netwerk en opvoeding spelen hier de grootste rol bij het afscheuren van de school.

#### Afscheuring van de familie
Meestal is het zo dat moeders en vaders hun eigen familielid niet meer herkennen. Ze zijn zodanig veranderd, hun manier van doen is volledig anders. De mensen die radicaliseren volgen vanaf dan enkel wat zij geloven dat goed is.

## Radicaliseringswijzen
Er zijn verschillende wijzen waarop een persoon of groep kan radicaliseren of meer neigen naar extreme gedachten: 
1. Via internet: Personen met extreme gedachten komen in contact met elkaar via sociale media.
2. Via school
3. Actieve rekrutering: Aanspreken personen: indoctrinatie, leerschool over het ware geloof, islamitische wereldvisie
4. Zelfrekrutering: Vooral het internet biedt personen een aanbod aan radicale ideeën.  Personen die geradicaliseerd zijn geven zichzelf een nieuwe identiteit die toelaat om aan een andere realiteit toe te geven. De persoon die radicaliseert trekt zich weg uit de klassieke netwerken zoals gezin en school of werk.

## Aanpak radicalisering
Radicalisering is een thema waar de literatuur nog niet veel over weet. In veel steden en gemeenten zien we sinds de opkomst van syriëganger een preventieve aanpak. Het oprichten van een LIVC (Lokale Integale VeiligheidsCel)  of een LTF (Local Task Force) staan garant voor de preventieve aanpak in verschillende steden en gemeenten. 

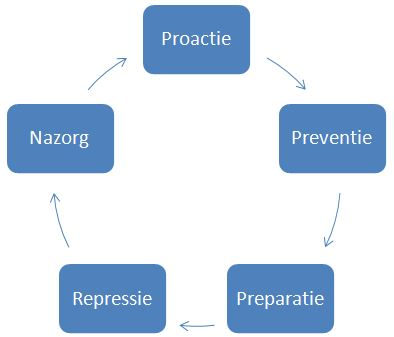
Integrale aanpak radicalisering

De aanpak van radicalisering is niet gemakkelijk. Wanneer men een persoon opmerkt die radicaliseert, zit het al in een gevorderde fase en kan men enkel inspelen op het repressieve aspect van de aanpak. De problematiek rond radicalisering moet aangepakt worden op een integrale manier. 

### Preventie
Dit preventieve luik zorgt ervoor dat de personen geen kans krijgen om te radicaliseren. Er wordt een breed inclusief gemeentelijk beleid aangeboden zodat elke persoon in de stad of gemeente zich welkom voelt. Hierbij is het voorkomen van polarisering en het versterken van de sociale banden zeer belangrijk. Voorbeelden zoals het promoten van diversiteit, versterken burgerschap en initiatief voor participatie. Binnen dit preventieve luik is het ook van belang dat er een contactpersoon is binnen de stad of gemeente die de lokale partners in kaart kan brengen. Deze lokale partners zijn van groot belang bij de werking van de maatschappij en kunnen een grote invloed hebben op jongeren die zouden willen radicaliseren. Het vergroten van de weerbaarheid van de personen waarvan er signalen zijn dat men radicaliseert zorgt ervoor dat men op een preventieve manier bezig is. Dit kan via de lokale partners zoals: scholen, religieuze instellingen, jeugdwerkers...

### Persoonsgerichte aanpak
Deze aanpak gebeurt in overleg met de verschillende lokale en belanghebbende partners. Dit kan gebeuren in een overleg van het LIVC waarbij ze bijvoorbeeld beslissen om familieondersteuning te geven. Communicatie en beroepsgeheim zijn zeker zaken waarover nagedacht moet worden bij deze persoonsgerichte aanpak.  Deze persoonsgerichte aanpak valt onder te verdelen in: 
- Sociale maatregelen
- Bestuurlijke maatregelen
- Gerechtelijke maatregelen

### Re-integratie
Sommige personen zoals een syriëganger kunnen terugkeren naar ons land. Dit kan omwille van verschillende redenen zijn: de persoon wil een aanslag plegen, heeft medische hulp nodig, wil anderen rekruteren. Indien ze terugkeren zoals bijvoorbeeld uit Syrië dan worden ze eerst en vooral aan een strafrechtelijk onderzoek onderworpen. Indien de persoon niet vervolgd zal worden spreekt men van re-integratie in de samenleving. Hierbij zijn de taken van het LIVC en de LTF weggelegd.

### De verschillende partners bij de aanpak van radicalisering
- Burgemeester
- Politie
- Onderwijs
- Jeugdwerk
- Straathoekwerker
- Opvoedingsondersteuning
- Staatsveiligheid
- Deradicaliseringsambtenaar
- Lokaal integrale veiligheidscel
- Local Task Force

### Europese Unie
Bij verordening (EU) 2021/1149 werd in de EU een Fonds voor interne veiligheid (“Internal Security Fund”) opgericht voor de periode 2021-27, met een totale begroting van 1,93 miljard euro. Het Fonds is bedoeld om terrorisme, radicalisering, zware en georganiseerde misdaad en cybercriminaliteit te voorkomen en tegen te gaan.   
Binnen dit fonds werd het EUROGUIDE-project opgestart, en uitgevoerd door een samenwerkingsproject tussen partners uit  vijf consortiumlanden (België, Hongarije, Italië, Nederland en Zweden). De Belgische partner, GO! onderwijs publiceerde de Vlaamse versie, een handleiding voor omgang met “superdiversiteit” - meer bepaald in het onderwijs - op vlak van gender, huidskleur, sociale achtergrond, seksuele geaardheid, lichamelijke en verstandelijke mogelijkheden, levensbeschouwing, leeftijd, etniciteit.

## Risicofactoren radicalisering
| Beschermende factoren               | Vatbaarheidsfactoren |
| ----------------------------------- | --- |
| Participatie in de samenleving      | Duwfactoren: - Isolatie, frustraties, uitsluiting - levensomstandigheden van de persoon - sociale of persoonlijkheidscrisis |
| Zin van het leven                   | Trekfactoren: - Actieve rekrutering - Negatieve groepsdynamiek                                                              |
| Sociale vaardigheid van een persoon | |

## Foreign Terrorist Fighter (FTF)
In België worden verschillende personen die betrekking hebben tot radicalisering onderverdeeld in verschillende categorieën.  Er wordt een onderscheid gemaakt tussen 5 categorieën:
1. Naar de jihadistische conflictzone afgereisd
2. Vanuit België op weg naar jihadistische conflictzone om zich aan te sluiten
3. Naar België onderweg of teruggekeerd uit een jihadistische conflictzone
4. Gewild of ongewild verhinderd om naar een jihadistische conflictzone te reizen
5. Ernstige aanwijzingen dat hij/zij zal vertrekken naar een jihadistische conflictzone